# 수현 (2000년)
수현(김수현, 2000년 1월 15일 ~ )은 대한민국의 가수, 배우로 Billlie의 멤버이다.

## 학력
- 신림고등학교 (졸업)

## 경력
중학교 2학년 때 김태우의 '사랑비'와 지아의 '술 한잔 해요'를 불러서 미스틱엔터테인먼트에 연습생으로 입사했다. 2016년 Mnet 《프로듀스 101》에 미스틱 연습생으로 참가했으며, 68위로 탈락했으나 이후 1차 투표 당시 순위조작으로 탈락했음이 밝혀졌다.
2017년 JTBC 《믹스나인》에 참가했으며 4차 투표에서 탈락했다.  
그후 2017년 9월부터 방영된 KBS2 《란제리 소녀시대》에서 김기려 역으로 출연하여 연기에 데뷔했으며, 이후 2018년 7월 1일에 첫공개된 플레이리스트의 웹드라마 《에이틴》에서 여보람 역으로 출연했고, 10월 4일 미스틱 엔터테인먼트와 전속 계약을 채결했다. 2021년 9월 14일 문수아와 함께 미스틱스토리의 새로운 걸그룹 멤버로 공개되었다.

## 출연 작품

### 드라마
| 연도 | 방송사       | 제목            | 역할   | 비고     |
| ---- | ------------ | --------------- | ------ | -------- |
| 2017 | KBS2         | 란제리 소녀시대 | 김기려 |          |
| 2018 | 플레이리스트 | 에이틴          | 여보람 | 웹드라마 |
| 2018 | KBS2         | 땐뽀걸즈        | 심영지 |          |
| 2019 | 플레이리스트 | 에이틴2         | 여보람 | 웹드라마 |
| 2019 | 플레이리스트 | 리필            | 여보람 | 단역     |
| 2020 | 플레이리스트 | 트웬티 트웬티   | 여보람 | 특별출연 |